# 南京三民站
南京三民站位於台灣台北市松山區，為台北捷運松山新店線（松山線）的捷運車站。

## 車站概要
本站位於台北市頂東勢地區南京東路五段與三民路口，車站編號為G18。
在最初BMTC版本規劃中，本站（工程編號G21）位於三民路與寶清街間，並與台北小巨蛋站（工程編號G19）間規劃設置南京光復站（工程編號G20）。

## 車站構造

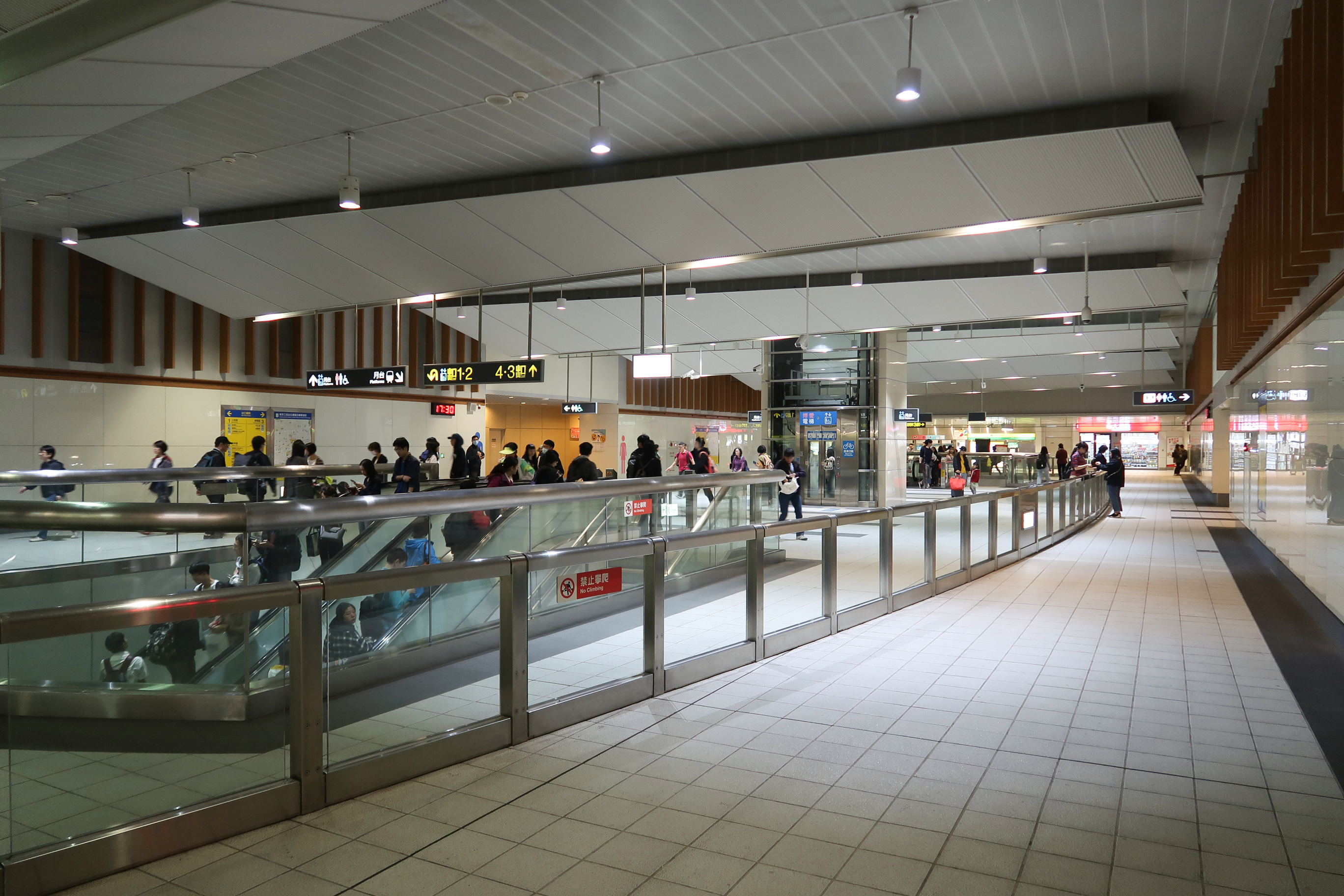
大廳

地下二層車站，一個島式月台，四個出入口。

### 車站樓層
| 地面      | 出入口             | 出入口                                               |
| 地下 一樓 | 大廳層             | 車站大廳、詢問處、自動售票機、驗票閘門               |
| 地下 一樓 | 大廳層             | 洗手間                                               |
| 地下 二樓 | 一月台             | ← 松山新店線 往終點站方向（G19 松山站）              |
| 地下 二樓 | 島式月台，左側開門 |                                                      |
| 地下 二樓 | 二月台             | 松山新店線 往新店／台電大樓方向（G17 台北小巨蛋站）→ |

### 車站出口
出口1、2位於車站西端，出口3、4位於車站東端，無障礙電梯位於出口1及出口2。此外出口1、4設有聯合開發大樓共構。
| 出入口                      | 圖片  | 位置                                                                                            |
| --------------------------- | ----- | ----------------------------------------------------------------------------------------------- |
| 出入口1 · 設有電梯          | 出口1 | 三民路(中興大業大廈隔壁，為共構大樓出入口)；旁為台北市公共自行車租賃系統捷運南京三民站(1號出口) |
| 出入口2 · 設有電梯          | 出口2 | 吉祥路(近麥當勞)                                                                                |
| 出入口3                     | 出口3 | 東興路(近珍珠大樓)                                                                              |
| 出入口4                     | 出口4 | 麥帥一橋(近南京東路五段251巷，為共構大樓出入口)                                                 |
| 註： 設有電梯 \| 設有手扶梯 |       |                                                                                                 |

## 歷史
- 2014年11月15日：隨著松山線正式通車而啟用[4]（p. 228）。年末增加從南京三民站步行到臺北最HIGH新年城跨年晚會現場與臺北101跨年煙火的分流措施，以紓解台北捷運車站以及信義商圈周邊人潮。

## 利用狀況
根據2024年12月資料，本站每日旅運量約為48,207人次，在台北捷運各站中排行第38名。
| 年   | 年間      | 年間      | 年間       | 年間  | 單日平均 | 單日平均 |
| 年   | 上車      | 下車      | 上下車計   | 來源  | 上車     | 上下車   |
| ---- | --------- | --------- | ---------- | ----- | -------- | -------- |
| 2014 | 902,693   | 932,252   | 1,834,945  | [ 5 ] | 19,206   | 39,041   |
| 2015 | 6,263,555 | 6,568,518 | 12,832,073 | [ 5 ] | 17,160   | 35,156   |
| 2016 | 7,081,581 | 7,446,539 | 14,528,120 | [ 5 ] | 19,349   | 39,694   |
| 2017 | 7,550,268 | 7,960,026 | 15,510,294 | [ 5 ] | 20,686   | 42,494   |
| 2018 | 7,944,307 | 8,340,472 | 16,284,779 | [ 5 ] | 21,765   | 44,616   |

## 公共藝術
本站的穿堂層通往地面層的穿堂牆面，設有「綠色叢林心」、「金融華爾街時尚樂活網」、「希望未來城」等公共藝術。

## 車站周邊
- 京華城（舊址）
- 臺北機廠 (國定古蹟)
- 中崙高中
- 中崙高中地下停車場
- 大台北區瓦斯股份有限公司
- 臺北市公共自行車租賃系統
  - 捷運南京三民站（1號出口）
  - 捷運南京三民站（2號出口）
  - 捷運南京三民站（3號出口）
  - 捷運南京三民站（4號出口）
- 交通部公路局臺北市區監理所
- 西松國小
- 西松高中

- 民生社區
- 麥帥一橋
- 麥帥二橋
- 中華開發資本
- 吉祥公園
- 鎮麟松山校
- 中興大業大廈
- 環亞門第大廈
- 南松山分行
- 台灣聯通停車場

## 公車資訊
站牌名《南京公寓（捷運南京三民）》
| 編號            | 經營業者            | 區間                       | 備註                     |
| --------------- | ------------------- | -------------------------- | ------------------------ |
| 46              | 大都會客運          | 松德－臺北橋               |                          |
| 53              | 欣欣客運            | 東湖－西松高中             |                          |
| 204             | 首都客運            | 東園－麥帥新城             |                          |
| 277             | 大都會客運          | 松德－榮總                 |                          |
| 279             | 光華巴士、中興巴士  | 天母－內湖焚化爐           |                          |
| 306             | 三重客運 大都會客運 | 蘆洲－凌雲五村 舊莊－蘆洲  |                          |
| 306區間車       | 大都會客運          | 舊莊－台北橋               |                          |
| 307             | 臺北客運、首都客運  | 撫遠街－板橋               |                          |
| 307經西藏三民路 | 臺北客運、首都客運  | 撫遠街－板橋               |                          |
| 605快           | 中興巴士            | 汐止－台北車站             |                          |
| 612             | 大都會客運          | 松德－大同之家             |                          |
| 668             | 中興巴士            | 汐止－公館                 | 行經松山車站。           |
| 675             | 中興巴士            | 汐止－公館                 | 行經環東大道、南京東路。 |
| 711             | 中興巴士            | 汐止－圓環                 |                          |
| 南京幹線        | 首都客運            | 南港高工－圓環             |                          |
| 棕10            | 東南客運            | 東湖－捷運南京東路站       |                          |
| 紅25            | 首都客運            | 南港－捷運中山站           |                          |
| 紅25區間車      | 首都客運            | 南港－捷運南京復興站       |                          |
| 藍10            | 首都客運            | 民生社區－南港花園社區     |                          |
| 藍26            | 三重客運            | 舊宗路－捷運市政府站       |                          |
| 內科通勤專車19  | 三重客運            | 捷運市政府站－內湖科技園區 |                          |
| 市民小巴18      | 大都會客運          | 撫遠街－松山車站           |                          |
| 1802            | 國光客運            | 基隆－三重                 |                          |
| 1803            | 國光客運            | 基隆－中壢                 |                          |
| 1815            | 國光客運            | 金山－台北                 |                          |

## 腳註

### 來源資料
1. ↑   (新闻稿). 台北捷運. 2016-04-11  [2016-04-11]. （原始内容存档于2016-04-11） （中文（臺灣））.
2. 1 2  . 臺北大眾捷運股份有限公司. 2021-01-15.
3. ↑  文圖∕靳其偉 英譯∕沈淑華.捷運松山線工程特色.捷運報導第225期 （页面存档备份，存于）
4. ↑  徐榮崇. . 臺北市文獻委員會. 2015年12月  [2020-01-05]. ISBN 9789860469875. （原始内容存档于2020-12-07）. 國家圖書館
5. ↑  臺北捷運公司. . 2019-02-26  [2019-08-10]. （原始内容存档于2020-11-28）. 臺北市統計資料庫查詢系統
6. ↑  . 臺北市政府捷運工程局.   [2023-11-27]. （原始内容存档于2023-11-26）.

## 外部連結
- 臺北大眾捷運股份有限公司（页面存档备份，存于）
- 臺北市政府捷運工程局（页面存档备份，存于）
- 南京三民站位置圖（台北捷運公司） （页面存档备份，存于）
- 南京三民站車站剖面相關位置圖（台北捷運公司）
- 販賣店現況 （页面存档备份，存于）